# Eugen von Böhm-Bawerk

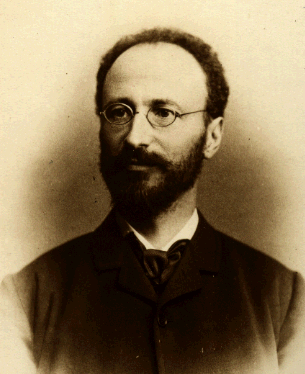

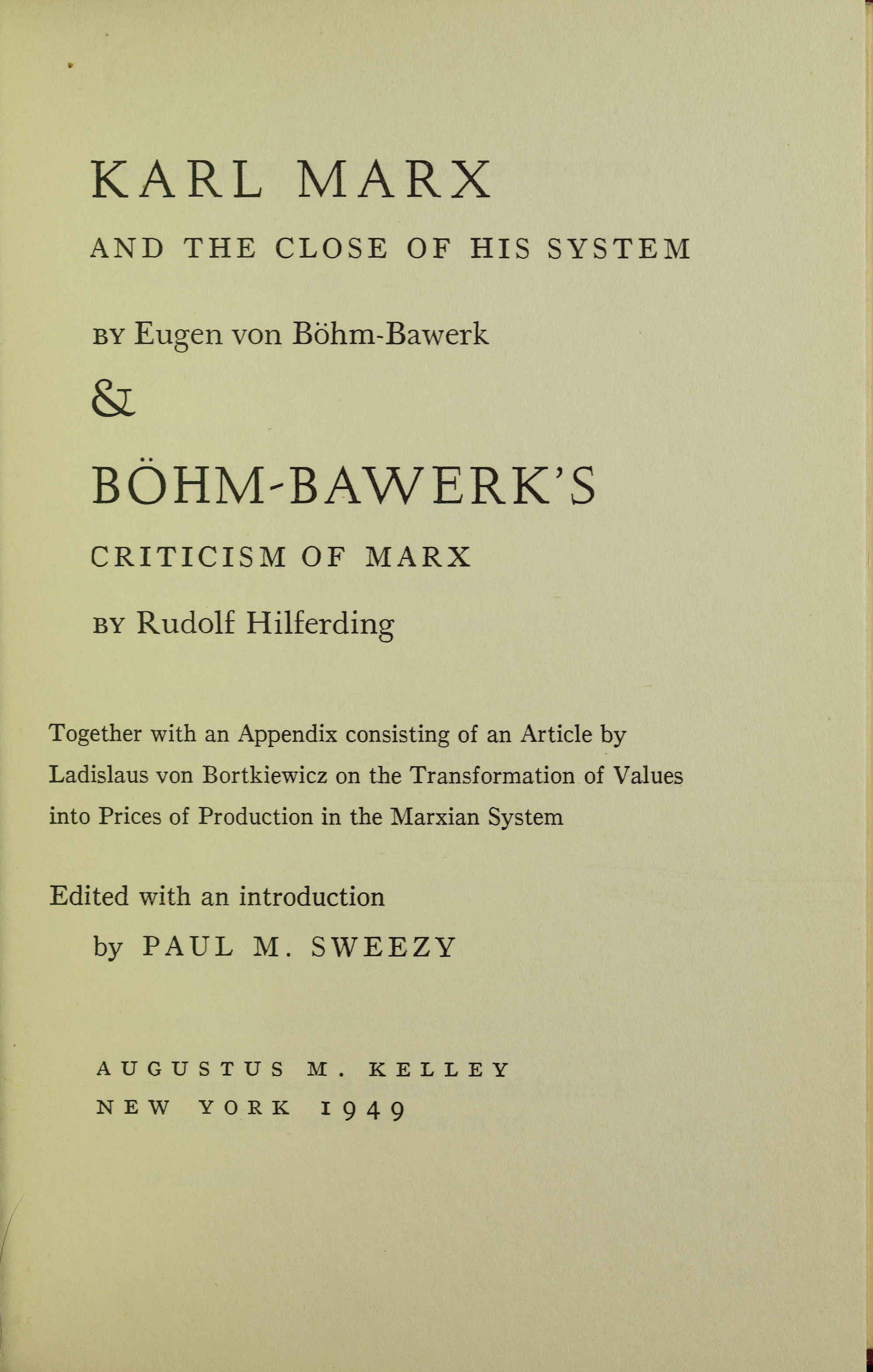
Karl Marx and the close of his system

Eugen Böhm Ritter von Bawerk (12 februari 1851 te Brünn - 27 augustus 1914 te Wenen) was een Oostenrijks econoom die door zijn werk Rechte und Verhältnisse vom Standpunkte der volkswirtschaftlichen Güterlehre privaatdocent in de economie werd aan de universiteit van Wenen (1881). Later doceerde hij te Innsbruck. Hij was ook driemaal minister van Financiën, in een periode van 1895 tot 1904. Van 1904 tot aan zijn dood was hij hoogleraar in de economie te Wenen. Böhm-Bawerk was een belangrijk vertegenwoordiger van de Oostenrijkse School.
Kapital und Kapitalzins is Böhms-Bawerks belangrijkste werk. In het eerste deel, Geschichte und Kritik der Kapitalzinstheorien (1884) gaf hij er een overzicht van de tot dan toe geformuleerde interesttheorieën in weer. In het tweede deel, Positive Theorie des Kapitals (1889), verklaarde hij, direct aansluitend bij zijn waardeleer, de interest als de prijs voor de tijd, met andere woorden als het verschil tussen de huidige en de toekomstige waarde van een goed.
Zijn ideeën omtrent de omwegproductie leverde baanbrekend werk; de opsplitsing van ingewikkelde productieprocessen in eenvoudige deelhandelingen leidde enerzijds tot verlenging van de productieduur, maar anderzijds tot verhoging van de arbeidsproductiviteit en waarde van het product.
Ofschoon deze leer veel kritiek heeft verwerkt, heeft Böhm-Bawerk op dit gebied baanbrekend werk verricht. Een belangrijke kritiek op de leer van Marx bevatte zijn Zum Abschluss des Marxschen Systems (1896).
- Bibsys: 90521131
- Biblioteca Nacional de España: XX860462
- Bibliothèque nationale de France: cb11929876w (data)
- Catàleg d'autoritats de noms i títols de Catalunya: 981058518837506706
- CiNii: DA00993862
- Gemeinsame Normdatei: 118660691
- International Standard Name Identifier: 0000 0001 0796 4740
- Library of Congress Control Number: n50010078
- Nationale Bibliotheek van Letland: 000338222
- Mathematics Genealogy Project: 207747
- Bibliotheek van het Japanse parlement: 00433717
- Nationale Bibliotheek van Tsjechië: ola2002153483
- Nationale bibliotheek van Australië: 35448108
- Nationale Bibliotheek van Israël: 987007259227905171
- Nationale Bibliotheek van Polen: a0000001900797
- Nationale en Universitaire bibliotheek Zagreb: 000730508
- Nederlandse Thesaurus van Auteursnamen: 069328013
- LIBRIS: 180033
- SNAC: w66x0j12
- Système universitaire de documentation: 02720653X
- Trove: 956358
- Virtual International Authority File: 2478543
- WorldCat: E39PBJtrYvV3YbxJBDM7XCY9Dq